# Periclit
|  | No s'ha de confondre amb Períclit. |

Periclit (en grec antic: Περίκλειτος, Perikleitos) fou un músic de l'antiga Grècia del segle vi aC que destacà com a citarista. Era natural de Lesbos, i pertanyia a l'escola de Terpandre, que va florir entorn del 550 aC. Els músics de l'escola lèsbica de Terpandre van obtenir diversos premis als concursos musicals de les festes Carnees d'ençà dels temps de Terpandre fins als de Periclit, després del qual la glòria de l'escola es va acabar.